# 이와키시
이와키시(일본어: いわき市)는 일본 후쿠시마현 남동부의 태평양 연안(하마도리)에 있는 시이다.
1966년에 다이라시(平市)를 중심으로 14개 시정촌이 통합하여 설치되었다. 헤이안 시대부터 센고쿠 시대까지는 이와키씨(일본어: 岩城氏)의 본거지였으며, 에도 시대에는 이와키 다이라번(일본어: 磐城平藩)의 성시(조카마치)로 번창한 도시이다. 1966년 합병 때 히라가나 표기로 바뀌었지만, 한자로는 이 도시를 본거지로 한 센고쿠 다이묘의 성인 "岩城"이나 에도 시대의 성시 이름인 "磐城"으로 표기한다.
인구는 약 35만 명으로 후쿠시마현에서는 가장 많으며 면적은 1,231.34km2로 2003년 3월까지는 일본의 시 중에서 가장 넓었다.
아부쿠마 산지를 넘어 있는 후쿠시마현 나카도리와 아이즈 지역보다는 같은 해안 지역인 이바라키현 북부(히타치시나 미토시 등), 하마도리 지역 내부와의 교류가 깊다. 특히 이와키씨가 사타케씨의 속령이 된 역사와 교통망이 미토 방면에서 정비된 역사도 있어서 이바라키현 북부와의 교류가 가장 깊다.
1900년대부터 1960년대까지는 탄광 지역으로 번영했으나 이후에는 공업 도시로 바뀌었다. 또 10개소의 해수욕장, 노천온천으로 유명한 이와키 유모토 온천(いわき湯本温泉), 대형 온천 시설인 스파 리조트 하와이안즈 등이 있는 관광 도시이기도 하다.

## 지리
후쿠시마현 하마도리 지방 남동부에 위치하고 동쪽은 태평양과 접하며 60km에 걸친 해안선에 10개의 해수욕장과 오나하마항을 비롯한 5개의 항구가 있다. 서쪽은 아부쿠마 고지와 접해 70%가 산간부이고 남는 30%의 평야부에 시가지가 있다. 동일본 여객철도 조반선을 타고 가다 보면 터널, 평야부, 해안선이 교대로 나타난다.
아부쿠마 산지와 태평양 사이에 끼어 있는 하마도리 남동부에 위치하기 때문에 겨울에는 눈이 내리지 않고 건조한 맑은 날이 이어지고 방사 냉각 현상이 발생한다.
1905년경부터 고도 경제성장기까지는 이와키시에 해당하는 지역 대부분에 조반 탄전이 입지하여 구하라 후사노스케의 히타치 광산에서 조반 탄전에 걸친 지역은 광공업이 번영하는 지구였다.

## 역사

### 보신 전쟁 종결까지
이와키시는 7세기 전반에는 이와키 구니노미야쓰코(石城国造의 영토(북쪽 절반)와 기쿠타 구니노미야쓰코(菊多国造)의 영토(남쪽 절반)로 나뉘어 있었다.
헤이안 시대부터 센고쿠 시대까지는 이와키씨(岩城氏)의 본거지였으며 "다이라"(平) 또는 "이이노다이라"(일본어: 飯野平)로 불렸다. 중심부의 "다이라"와 우치고역 부근의 "시라미즈"(白水)는 이와키 노리미치의 아내 토쿠히메의 출신지인 "히라이즈미"(平泉)에서 따온 지명이라는 설이 유력하다.
그런데 이와키씨는 세키가하라 전투에서 서군에 오르기 위해 이이노다이라를 추방하여 카메다(※유리혼조시 교외)로 추방되었다. 그리고 세키가하라 전투의 결과로 들어온 도리이 다다마사에 의해 이와키(岩城)의 "이와"(岩)의 글자가 변경되어 "이와키타이라"(磐城平)로 개명되어 에도 시대에는 도쿠가와 쇼군 가문의 친구가 다스리는 이와키 다이라번의 성시가 되었다. 그 중에서도 막부의 노중 안도 노부마사를 배출한 미카와 안도씨(三河安藤氏)가 유명하다.
1868년 보신 전쟁에서 안도씨는 메이지 정부군과 적대하였고 이와키 다이라성은 함락되어 초토화되었다.

### 보신 전쟁 종결 후
1868년 보신 전쟁의 결과 안도씨의 성시(조카마치)인 "이와키타이라"는 이와키를 떼고 "타이라"(일본어: 平)로 개명되었다.
1871년 8월 29일 폐번치현으로 이와키타이라번은 타이라현(일본어: 平県)으로 바뀌고 타이라는 타이라현의 현청 소재지가 되었다. 1872년 1월 9일에는 타이라현과 나카무라현(소마 나카무라번)이 합병되고 이와사키현(磐前県)이 성립하였고 계속해서 타이라가 이와사키현의 현청 소재지가 되었다. 이 이와사키현(하마도리 일대)은 1872년 1월 9일부터 1876년 8월 21일까지 5년간 이와키역 근처에 현청이 위치했다.
1876년 8월 21일에는 이와사키현, 후쿠시마현(나카도리), 와카마쓰현(아이즈) 등 3개 현이 합병하여 후쿠시마현 소속이 되었다.
1897년 2월 25일에는 조반선이 타이라역(※이와키역)까지 개업하였고 기관고도 설치되어 철도 교통의 요충지로 발전했다. 이렇게 제2차 세계 대전 이전에는 조반 탄전이 있는 상업 도시이자 광업 도시로 발전했다.
제2차 세계 대전 말기인 1945년에는 공습을 받아 잿더미가 되었다가 전후에 다시 탄전을 배경으로 한 상업 지역과 채광 지역으로 부활했다. 그러나 고도 경제 성장기에 조반 탄전은 쇠퇴하였다. 이와키시는 고도 경제 성장기인 1966년 10월 1일에 신설되었으며, 이 시기에 창작된 문화가 조반 유모토의 "훌라 걸스"이다.
- 1966년 10월 1일 - 다이라시, 우치고시, 이와키시, 나코소시, 조반시, 이와키군 요쓰쿠라정, 도노정, 오가와정, 요시마촌, 미와촌, 다비토촌, 가와마에촌, 후타바군 히사노하마정, 오히사촌 등 14개 시정촌(5시 4정 5촌)이 합병하여 새로운 이와키시가 성립하였다.
- 1999년 4월 1일 - 중핵시로 지정되었다.

## 경제
1950년대 조반 탄광 등 조반 탄전의 석탄 산업을 중심으로 오나하마항의 어업, 임업, 농업 등 1차 산업으로 발전했다. 조반 탄광 폐광 후 대규모 합병을 계기로 공업화를 도모했다. 유모토 지구의 온천과 리조트 시설, 해안부의 등대·수족관과 해수욕·서핑을 중심으로 한 관광 산업에도 힘을 쓰고 있다. 이와키시 미술관, 나코소관을 포함하는 문교 면에서의 관광 자원도 존재한다.

## 사적, 관광지
- 이와키다이라성터
- 이이노다이라성터
- 이이노 하치만궁
- 시라미즈 아미타당
- 이와키 유모토 온천
- 나코소 관문터

## 교통
이와키는 미토와 소마에서 등거리(쌍방에서 95km)에 위치하고 있지만, 교통망은 소마 방면보다 미토 방면이 더 잘 정비되어 있다. 또한 교통망 형태도 이와키를 경계로 달라져 미토 방면은 복선·편도 2차선 구간, 소마 방면은 단선·편도 1차선 구간이다.
2011년 3월 11일 동일본 대지진과 이에 관련된 핵 문제(후쿠시마 제1 원자력 발전소 사고가 발생하고, 도카이촌의 핵 시설이 폭발을 면했다)에 의한 교통 영향으로 이와키에서 소마와 센다이로 가는 경우에는 아부쿠마 산지를 넘어 고리야마시와 후쿠시마시를 경유해야 한다. 덧붙여 2015년 3월 1일에 조반 자동차도가 전구간 개통하여 소마와 센다이는 조반 자동차도를 통해 왕래할 수 있게 되었지만, 조반선 및 국도 6호선을 통행 왕래는 2017년 1월 현재까지도 불가능하다.
도카이촌의 핵 시설이 폭발을 면했기 때문에, 미토 방면의 복구가 원활하게 진행된 후 미토 방면 교통은 2013년 시점에서 순조롭게 회복되었다.

### 철도
중심역은 이와키역이다.
- 동일본 여객철도
  - 조반선
  - 반에쓰토선
- 후쿠시마 임해철도(화물선)

### 도로
- 조반 자동차도
- 반에쓰 자동차도
- 국도 6호선
- 국도 49호선
- 국도 289호선
- 국도 349호선
- 국도 399호선

## 기후
| 이와키시의 기후                                              | 이와키시의 기후 | 이와키시의 기후 | 이와키시의 기후 | 이와키시의 기후 | 이와키시의 기후 | 이와키시의 기후 | 이와키시의 기후 | 이와키시의 기후 | 이와키시의 기후 | 이와키시의 기후 | 이와키시의 기후 | 이와키시의 기후 | 이와키시의 기후 |
| 월                                                           | 1월             | 2월             | 3월             | 4월             | 5월             | 6월             | 7월             | 8월             | 9월             | 10월            | 11월            | 12월            | 연간            |
| ------------------------------------------------------------ | --------------- | --------------- | --------------- | --------------- | --------------- | --------------- | --------------- | --------------- | --------------- | --------------- | --------------- | --------------- | --------------- |
| 역대 최고 기온 °C (°F)                                       | 20.8 (69.4)     | 24.8 (76.6)     | 23.5 (74.3)     | 27.4 (81.3)     | 29.7 (85.5)     | 33.6 (92.5)     | 34.9 (94.8)     | 37.7 (99.9)     | 34.4 (93.9)     | 32.2 (90.0)     | 25.0 (77.0)     | 25.4 (77.7)     | 37.7 (99.9)     |
| 일평균 최고 기온 °C (°F)                                     | 8.6 (47.5)      | 8.9 (48.0)      | 11.5 (52.7)     | 15.8 (60.4)     | 19.6 (67.3)     | 22.6 (72.7)     | 25.8 (78.4)     | 27.9 (82.2)     | 25.4 (77.7)     | 20.9 (69.6)     | 16.1 (61.0)     | 11.1 (52.0)     | 17.9 (64.2)     |
| 일일 평균 기온 °C (°F)                                       | 4.1 (39.4)      | 4.3 (39.7)      | 7.1 (44.8)      | 11.6 (52.9)     | 15.8 (60.4)     | 19.1 (66.4)     | 22.5 (72.5)     | 24.5 (76.1)     | 22.0 (71.6)     | 16.9 (62.4)     | 11.5 (52.7)     | 6.6 (43.9)      | 13.8 (56.8)     |
| 일평균 최저 기온 °C (°F)                                     | −0.1 (31.8)     | 0.1 (32.2)      | 2.8 (37.0)      | 7.4 (45.3)      | 12.3 (54.1)     | 16.4 (61.5)     | 20.1 (68.2)     | 22.0 (71.6)     | 19.0 (66.2)     | 13.2 (55.8)     | 7.1 (44.8)      | 2.1 (35.8)      | 10.2 (50.4)     |
| 역대 최저 기온 °C (°F)                                       | −9.3 (15.3)     | −10.7 (12.7)    | −8.5 (16.7)     | −3.8 (25.2)     | −0.6 (30.9)     | 4.8 (40.6)      | 9.6 (49.3)      | 11.6 (52.9)     | 7.2 (45.0)      | 0.8 (33.4)      | −3.3 (26.1)     | −7.1 (19.2)     | −10.7 (12.7)    |
| 평균 강수량 mm (인치)                                        | 57.3 (2.26)     | 54.0 (2.13)     | 108.4 (4.27)    | 125.2 (4.93)    | 146.1 (5.75)    | 149.5 (5.89)    | 160.7 (6.33)    | 122.6 (4.83)    | 192.3 (7.57)    | 193.1 (7.60)    | 80.3 (3.16)     | 51.3 (2.02)     | 1,440.7 (56.72) |
| 평균 강수일수 (≥ 0.5 mm)                                     | 5.1             | 5.8             | 9.9             | 10.8            | 11.9            | 12.6            | 13.4            | 9.7             | 12.2            | 11.2            | 7.6             | 5.9             | 116.2           |
| 평균 상대 습도 (%)                                           | 58              | 59              | 62              | 68              | 76              | 83              | 86              | 84              | 80              | 75              | 69              | 62              | 72              |
| 평균 월간 일조시간                                           | 193.4           | 180.3           | 191.4           | 192.8           | 193.0           | 150.3           | 151.1           | 183.1           | 144.5           | 147.3           | 162.4           | 179.0           | 2,068.6         |
| 출처: 일본 기상청 (평년값: 1991년~2020년, 극값: 1910년~현재) |                 |                 |                 |                 |                 |                 |                 |                 |                 |                 |                 |                 |                 |

## 인구
| 연도 | 인구    | ±%     |
| ---- | ------- | ------ |
| 1920 | 210,550 | —      |
| 1930 | 216,740 | +2.9%  |
| 1940 | 260,653 | +20.3% |
| 1950 | 340,260 | +30.5% |
| 1960 | 345,663 | +1.6%  |
| 1970 | 327,164 | −5.4%  |
| 1980 | 342,074 | +4.6%  |
| 1990 | 355,812 | +4.0%  |
| 2000 | 360,138 | +1.2%  |
| 2010 | 342,249 | −5.0%  |

## 자매 도시
- 일본 미야자키현 노베오카시
- 일본 아키타현 유리혼조시
- 중화인민공화국 랴오닝성 푸순시
- 오스트레일리아 퀸즐랜드주 타운즈빌

## 같이 보기
- 이와키씨
- 이와키 다이라번
- 잔가라 염불 춤